# Vincenzo Pallotti

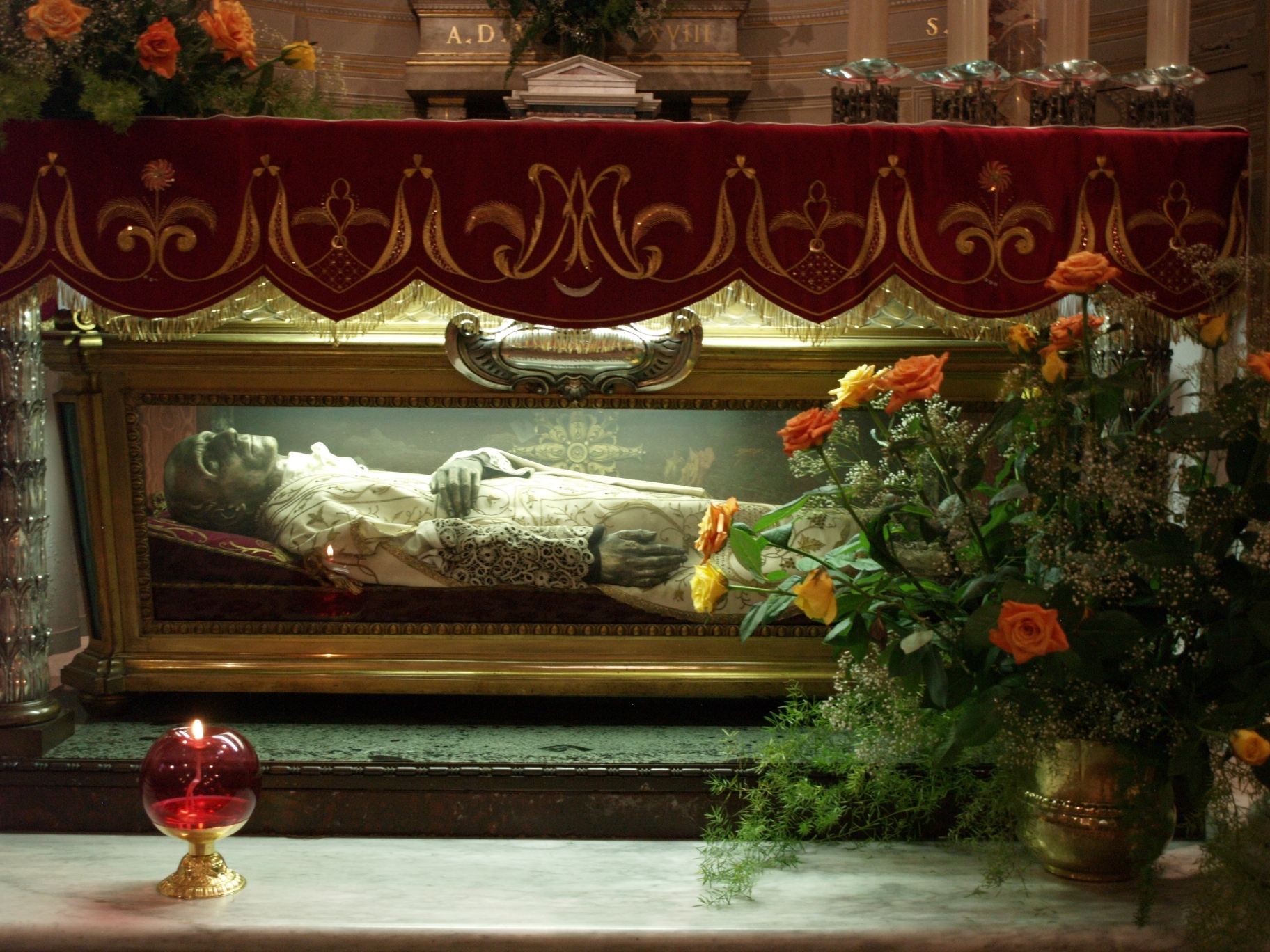
Sankt Vincenzo Pallottis sarkofag i kyrkan San Salvatore in Onda i Rom

Vincenzo Pallotti, född 21 april 1795 i Rom, död 22 januari 1850 i Rom, var en italiensk romersk-katolsk präst och ordensgrundare. Han vördas som helgon inom Romersk-katolska kyrkan. Hans minnesdag firas den 22 januari.

## Biografi
Vincenzo Pallotti föräldrar var livsmedelshandlare. Vid 23 års ålder prästvigdes han, och under de kommande åren undervisade han i teologi vid Sapienza-universitetet. Därefter ägnade han sig uteslutande åt pastoralt arbete och själavård, under inflytande av Gaspare del Bufalo.
1835 grundade Vincenzo Pallotti Societas Apostolatus Catholici, kallade pallottiner, som verkar under mottot Caritas Christi urget nos, "Kristi kärlek tvingar oss".
Vincenzo Pallotti har fått sitt sista vilorum i kyrkan San Salvatore in Onda i Rom.